# إميليو جاسينتو
إميليو جاسينتو هو كاتب فلبيني، ولد في 15 ديسمبر 1875 في مانيلا في الفلبين، وتوفي في 16 أبريل 1899 في Magdalena, Laguna ‏ في الفلبين بسبب ملاريا.